# Joel Feeney
Joel Feeney (ur. w Oakville) – kanadyjski muzyk country, znany głównie ze swojego przeboju "What Kind of Man", a także pracy przy tworzeniu hitu LeAnn Rimes, "Nothin' 'Bout Love Makes Sense". Feeney tworzył również piosenki dla innych artystów, takich jak m.in. Aaron Lines oraz był producentem albumów grupy Doc Walker.

## Dyskografia

### Albumy
- 1991 Joel Feeney and The Western Front
- 1993 ...Life Is But A Dream
- 1998 Joel Feeney

### Single
| Rok  | Tytuł                       | Kanada (Canadian Singles Chart) | Album                             |
| 1991 | "It's A Beautiful Life"     | 23                              | Joel Feeney and The Western Front |
| 1991 | "Poor Billy"                | 71                              | Joel Feeney and The Western Front |
| 1991 | "Diamonds"                  | 18                              | Joel Feeney and The Western Front |
| 1992 | "One Good Reason"           | 28                              | Joel Feeney and The Western Front |
| 1992 | "If Anything Could Be"      | 48                              | Joel Feeney and The Western Front |
| 1992 | "The Tennessee Hills"       | 26                              | Joel Feeney and The Western Front |
| 1993 | "Say The Word"              | 5                               | ...Life Is But A Dream            |
| 1994 | "By Heart"                  | 13                              | ...Life Is But A Dream            |
| 1994 | "Everything To Me"          | 11                              | ...Life Is But A Dream            |
| 1994 | "Tears Don't Lie"           | 32                              | ...Life Is But A Dream            |
| 1995 | "What Kind of Man"          | 1                               | ...Life Is But A Dream            |
| 1995 | "Life Is Just A Dream"      | 9                               | ...Life Is But A Dream            |
| 1998 | "A Little Bit Of Your Love" | 12                              | Joel Feeney                       |
| 1999 | "Leslie's Wedding Day"      | 16                              | Joel Feeney                       |
| 1999 | "She Ain't Gonna Cry"       | 15                              | Joel Feeney                       |
| 2000 | "A Wonderful Life"          | 49                              | Joel Feeney                       |
| 2000 | "I Will" (z Eli Barsi)      | 75                              | Eli Barsi (album Eli Barsi)       |